# Princeton (Kentucky)
Princeton è una città degli Stati Uniti d'America, situata nello Stato del Kentucky e in particolare nella contea di Caldwell, della quale è il capoluogo.